# Guido Di Tella
Guido José Mario Di Tella (né le 12 juin 1931 à Buenos Aires et mort le 31 décembre 2001 dans la même ville) était un homme d'affaires, universitaire et homme politique argentin, nommé par le Président Carlos Menem Ministre des Affaires étrangères de l'Argentine du 31 janvier 1991 au 10 décembre 1999,

## Biographie
Guido Di Tella est né à Buenos Aires. Son père, Torcuato Di Tella, immigré italien, chef d'entreprise de premier plan qui a fondé le groupe industriel SIAM Di Tella fabricant des machines, des tubes sans soudures pour l'industrie pétrolière et des réfrigérateurs, est décédé alors qu'il n'avait que 17 ans. Avec son frère aîné Torcuato Salvador Francisco Nicolás Di Tella ils prennent la succession de leur père à la direction de l'entreprise. Comme son frère, il poursuit des études d'ingénieur à l'Université de Buenos Aires avec l'intention de développer le groupe industriel qui compte déjà plus de 8.000 salariés. Il s'intéresse à la politique sous le peronisme et devient un des cofondateurs du Parti Chrétien-Démocrate Argentin en 1954. Diplômé ingénieur en 1955, il obtient un doctorat en économie au Massachusetts Institute of Technology (MIT), en 1959. Il a épousé Nelly Ruvira et ont eu cinq enfants.
De retour en Argentine, il fonde, avec son frère aîné Torcuato Salvador Di Tella, l'Instituto Di Tella, un centre de recherche culturelle sans but lucratif à Buenos Aires. À cette époque, Guido di Tella était devenu un péroniste vocal, partisan de l'ancien président de gauche Juan Perón exilé alors que toute expression de soutien à son gouvernement et à son parti était interdite depuis l'avènement de la Révolution libératrice, la dictature des généraux, le 16 septembre 1955. Une telle position était inhabituelle chez les jeunes argentins issus de milieux privilégiés mais Guido Di Tella voulait croire que les préjugés de classe contre les péronistes, pour la plupart ouvriers, devaient être mis de côté si l'Argentine devait redevenir, selon ses propres mots, un «pays sérieux». Enseignant au Saint Antony's College, à l'Université d'Oxford et à l'Université catholique argentine, il a engagé l'Instituto Di Tella à devenir l'un des principaux sponsors du mouvement d'avant-garde local dans le domaine des arts dans les années 1960. Son soutien continu à Perón lui a coûté une brève expulsion d'Argentine au début des années 1970. Il a alors été nommé chercheur invité au St. Antony's College de l'Université d'Oxford.
Guido Di Tella avait fait partie de l'entourage de Perón lors de la brève visite du leader vieillissant, en novembre 1972, visite qui avait été autorisée avant les élections générales en mars 1973. Après la mort de Perón en juillet 1974, sa veuve, Isabel Perón élue Présidente, l'a nommé vice-ministre de l'Économie, poste qu'il a occupé jusqu'au coup d'État de mars 1976. Guido Di Tella a passé de nombreuses années en exil à Oxford, où il a écrit un livre sur ses expériences. De retour en Argentine en 1989, il n'a jamais rompu ses liens avec la ville et l'université britannique. Il y avait gardé une maison et s'y rendait à chaque printemps.

## Ministre des affaires étrangères
Le péroniste Carlos Menem, élu Président de l'Argentine en 1989, a renommé Guido Di Tella au poste de vice-ministre de l'Économie dans le gouvernement de Miguel Roig. Après le décès de Roig, il a été nommé ambassadeur d'Argentine aux États-Unis. En février 1991, le remaniement du gouvernement l'a conduit à succéder à Domingo Cavallo au poste de Ministre des Affaires étrangères. Cavallo avait été nommé Ministre de l'Économie et avait déjà engagé le rapprochement de l'Argentine avec le Royaume-Uni et les États-Unis. Les relations diplomatiques avec le Royaume-Uni avaient repris en février 1990 et l'Argentine avait participé à la guerre du Golfe de 1990-91.
Cependant, l'Argentine avait une longue tradition d'opposition aux États-Unis aux Nations unies et a été, pendant de nombreuses années, un membre actif du Mouvement des non-alignés. Di Tella a réalisé le réalignement de Menem de la politique étrangère argentine vers le « Consensus de Washington », décrivant une nouvelle entente américano-argentine que le Ministre des Affaires étrangères a qualifiée de «relations charnelles». Les efforts de Di Tella ont également conduit à une décision du Président américain Bill Clinton en 1997 de désigner l'Argentine comme un allié majeur non-membre de l'OTAN.
Il a également renforcé les relations nouvellement cordiales avec le Royaume-Uni et signé des accords de coopération commerciale historiques concernant la zone économique exclusive autour des Îles Malouines avec le Ministre britannique des Affaires étrangères Douglas Hurd, en novembre 1991. Mais cela s'est révélé infructueux même si l'on a constaté une amélioration de l'opinion des insulaires sur l'Argentine, qui ont reconnu qu'il était le premier homme politique argentin à reconnaître que la solution au problème doit impliquer des consultations avec les insulaires eux-mêmes.

## Les dernières années
Di Tella a pris sa retraite de la fonction publique à la fin du mandat présidentiel de Carlos Menem en décembre 1999. Il a été nommé membre honoraire de Saint-Antoine, une distinction rare. Il s'est rendu aux îles Falkland/Malouînes comme un citoyen ordinaire en octobre 2000, concession qu'il avait obtenue pour les ressortissants argentins alors qu'il était Ministre des Affaires étrangères. Il y a été chaleureusement accueilli.
La maladie a forcé Guido Di Tella à se retirer de la politique et, en 2001, une enquête a été engagée sur son rôle dans la vente illégale d'armes sous la présidence Menem, à la Croatie et à l'Équateur, deux pays impliqués dans des guerres, à l'époque. Il a clamé son innocence et un potentiel procès lui a été épargné en raison de son état de santé. Isolé dans son estancia de Navarro, Buenos Aires, Guido Di Tella a été victime d'un accident vasculaire cérébral le soir du Nouvel An 2001, et décède à 70 ans.

## Distinctions
- Grand-croix de l'ordre d'Isabelle la Catholique

## Œuvres publiés par Guido Di Tella
Il a écrit deux livres :
- Perón-Perón , Ed. Sudamericana, Bs. As., 1983.
- La stratégie de développement indirect , Ed. Paidós, Bs. As., 1973.

Il a également publié 28 articles de journaux, dont :
- Economic Argentina, 1943-82, Criterio, 55, 1894-95, 24 décembre.
- L'économie frontalière , dans Di Tella, G. et Kindleberger, Ch. : Economics in the long view, Macmillan, 1982.
- La définition sociologique du péronisme, Revue argentine de politique économique et sociale, septembre-décembre 1984.
- Les étapes du développement économique argentin, en collaboration avec M. Zymelman, 1961.

Au moment de sa mort, il organisait la publication de ses mémoires, qui n'ont jamais été publiées.